# 堀北真希と南海ひょうたん島10人の子供達
堀北真希と南海ひょうたん島10人の子供達（ほりきたまきとなんかいひょうたんじま じゅうにんのこどもたち）は、フジテレビ（関東ローカル）で2008年10月10日（金曜日）の26：00 - 27：00（JST）に放送された紀行ドキュメンタリー番組である。
サブタイトルは「ここは僕らのイケてるパラダイス!」。

## 概要
- 2007年12月8日に同局で放送された『堀北真希10代最後の大冒険! ヨーロッパ3カ国自転車200キロの旅』に続く、堀北真希主演の紀行ドキュメンタリー番組第2弾。16:9のハイビジョン制作で、アナログでは4:3のサイドカット放送だった。ナレーションは藤田淑子が担当。
- 鹿児島県の屋久島から12キロ離れた離島・口永良部島を訪れた堀北が、島にある学校に通う10人の生徒と共に4日間の“特別授業”を展開。校庭や体育館での遊びに始まり、手長エビを獲ったり、川辺で流しそうめんやすいか割りをしたり、フェリーで屋久島へ行って沢登りをするなど、子供達と心と心の交流を深めていった。
- 2008年12月17日に本番組を収録したDVDが発売。DVDには堀北が旅の思い出を綴ったミニノート風のブックレット（8ページ）が封入されている。また、堀北が現地で手作りした夜光貝のペンダントが当たるプレゼント・キャンペーンが実施されており、ソフト内には応募はがきが封入されていた。

## DVDの特典映像
- 堀北真希推薦・口永良部島絶景ベスト3（堀北が口永良部島で見た絶景スポットを紹介）
- 手長エビでピザ作り
- 夜光貝細工
- 未公開インタビュー（堀北が旅の思い出を語る）
- 島民とのお別れ（屋久島に行けない一部の子供達に堀北が夜光貝で作ったペンダントをプレゼントした）

## スタッフ
- 企画：八木祐子（フジテレビ）
- 構成：Lemon☆Tea、森泉たつひで
- カメラ：中村智幸、金井彰
- VE：川上泰宏
- 編集：原健一郎、木村有宏
- MA：赤川淳
- 音効：平澤亜希
- メイク：杉村理恵子（フルール）
- スタイリスト：宋明美
- イラスト：速水学
- 技術協力：テレテック、佳夢音、ザ・チューブ
- 撮影協力：金岳小学校・中学校、口永良部島ガイド協会、屋久島観光協会、屋久島町役場、永田ウミガメ連絡協議会、アウトドア屋久島ガイドシステム、フジテレビ映像企画部、口永良部島島民の皆さん
- コーディネーター：貴船森、岩川俊朗
- 編成：原大輔（フジテレビ）
- デスク：藤川芳恵
- AP：高橋かやの、吉田乃里子
- 演出・プロデュース：山崎義弘
- 制作協力：FCC
- 制作著作：フジテレビ